# Satchelliella plumicornis
Satchelliella plumicornis är en tvåvingeart som först beskrevs av Tonnoir 1922.  Satchelliella plumicornis ingår i släktet Satchelliella och familjen fjärilsmyggor. Inga underarter finns listade i Catalogue of Life.